# Somebody Save Me (canción de Eminem)
«Somebody Save Me» es una canción del rapero estadounidense Eminem con Jelly Roll de su duodécimo álbum de estudio The Death of Slim Shady (Coup de Grâce) (2024). Posteriormente fue lanzada como su tercer sencillo.

## Antecedentes y lanzamiento
El rapero estadounidense Eminem lanzó su undécimo álbum de estudio, Music to Be Murdered By, en enero de 2020. El álbum fue un éxito comercial y de crítica, produciendo sencillos como "Godzilla", que alcanzó el puesto número 3 en el Billboard Hot 100. Después del éxito del álbum, Eminem comenzó a trabajar en su duodécimo álbum de estudio en colaboración con Dr. Dre, y la producción del álbum se confirmó en Jimmy Kimmel Live! el 19 de marzo de 2024. El álbum, llamado The Death of Slim Shady (Coup de Grâce), se anunció formalmente el 26 de abril después del draft de la NFL de 2024 a través de un tráiler que mostraba una noticia sobre la muerte del alter ego de Eminem, Slim Shady. El álbum fue lanzado el 12 de julio de 2024; "Somebody Save Me" es la decimonovena y última canción en la lista de canciones estándar. El 18 de julio de 2024, la canción fue lanzada como sencillo.

## Composición
«Somebody Save Me» es una canción de country rap interpretada principalmente por Eminem, con partes de la canción sampleadas del sencillo de Jelly Roll de 2020 «Save Me». Otros productores de la canción incluyen a Emile Haynie, Benny Blanco, Luis Resto y David Ray.
La letra de "Somebody Save Me" trata sobre la relación de Eminem con su familia durante su adicción a las drogas en el pasado, y está escrita desde la perspectiva de una realidad alternativa en la que murió antes de la graduación de su hija Hallie. La canción comienza con una grabación de una de sus hijas, Alaina, rogándole que cene, a lo que él se niega. Las tres estrofas de la canción están dedicadas a uno de sus hijos, concretamente a Alaina, Hallie y Stevie, y se disculpa por su adicción que perturba a la familia. Lamenta abiertamente no poder ser un padre apropiado, diciendo que "ni siquiera merece el título de padre". Después de la introducción de la canción y entre cada estrofa, suena un fragmento de "Save Me" de Jelly Roll, donde dice "alguien sálvame, a mí de mí mismo" entre otras partes de la canción original después de cada estrofa.

## Posicionamiento en lista
| Lista (2024)                       | Mejor posición |
| ---------------------------------- | -------------- |
| Australia (ARIA)                   | 48             |
| Australia Hip Hop/R&B (ARIA)       | 18             |
| Canadá (Canadian Hot 100)          | 22             |
| Estados Unidos (Billboard Hot 100) | 27             |
| Global 200 (Billboard)             | 31             |
| New Zealand (Recorded Music NZ)    | 31             |
| Reino Unido (UK R&B Chart)         | 17             |
| Reino Unido (UK Download Chart)    | 32             |
| UK Singles Sales (OCC)             | 35             |